# Chalyboclydon flexilinea
Chalyboclydon flexilinea là một loài bướm đêm trong họ Geometridae.